# Mikko Lindström
Mikko Lindström (1976. augusztus 12. –) a HIM gitárosa. Az alapító tagok közé tartozik.
2003. március 6-án kislánya született, akit Olíviának neveztek el. Barátnőjével, Mannával él Helsinkiben.
10 évesen kapta első gitárját a szüleitől. Két évig egy helsinki zeneiskolában tanult, majd részt vett egy két hónapos nyári gitárkurzuson a bostoni Berkeley Zeneakadémián (USA). Mindemellett magántanároknál tanult gitározni. Gitárja egy Gibson SG.
A HIM előtt több együttesnek is tagja volt Villével együtt (például Aurora, amivel demot is készítettek).
2001 májusában megjelent első szólólemeze Daniel Lioneye: The King Of Rock'n'Roll címmel, amin ő énekes, gitáros és dalszerző is egyben.
Az első albumra Villével közösen írta az Our Diabolikal Rapture és a For you c. számokat.
Van egy négy évvel fiatalabb öccse. Érdeklődik az egyiptomi történelem iránt, egyik kedvenc helye Nepál. Szabadidejében szívesen horgászik, kedvenc itala a sör és a Jack Daniels. Imádja az olasz kaját.